# Острягин, Анатолий Иванович
Анато́лий Ива́нович Остря́гин (24 февраля 1950, Тенгулы, Мариинский район, Кемеровская область — 19 августа 2019, Москва) — российский государственный и общественный деятель.

## Биография
Окончил Новосибирское речное училище по специальности техник-судоводитель, в 1986 году — Тюменский индустриальный институт имени Ленинского комсомола, специальность — горный инженер.
В 1996—2001 годах работал генеральным директором акционерного общества «Пурнефтегазгеология».
Депутат Государственной Думы пятого созыва. Член партии «Единая Россия». Заместитель председателя Комитета Государственной думы Российской Федерации по делам национальностей.
Входил в совет по делам казачества при президенте РФ.
Казачий генерал (2006 г.). 25 июня 2005 года избран атаманом Сибирского Казачьего Войскового Общества. Добровольно ушёл в отставку 18 августа 2012 года и в тот же день решением Войскового Круга СВКО был назначен председателем Совета стариков Сибирского Казачьего войска.
4 декабря 2011 года избран депутатом Тюменской областной Думы пятого созыва. В мае 2014 года ушёл в отставку по состоянию здоровья.
В июле 2018 года по решению немецкого суда у него был конфискован замок.
Был женат, имел четверых детей.
19 августа 2019 года скончался в Москве на 70-м году жизни.

## Награды
- Медаль «За освоение недр и развитие нефтегазового комплекса Западной Сибири»
- Заслуженный геолог Российской Федерации (15 марта 1999 года)[6]
- Орден святого благоверного князя Даниила Московского
- Знак «Отличник разведки недр»
- За заслуги перед казачеством имеет ряд казачьих наград: крест «За возрождение Сибирского казачества», кресты «За заслуги перед казачеством России» I и II степени